# Celerena angustisignata
Celerena angustisignata là một loài bướm đêm trong họ Geometridae.